# Harpa (konserthus)

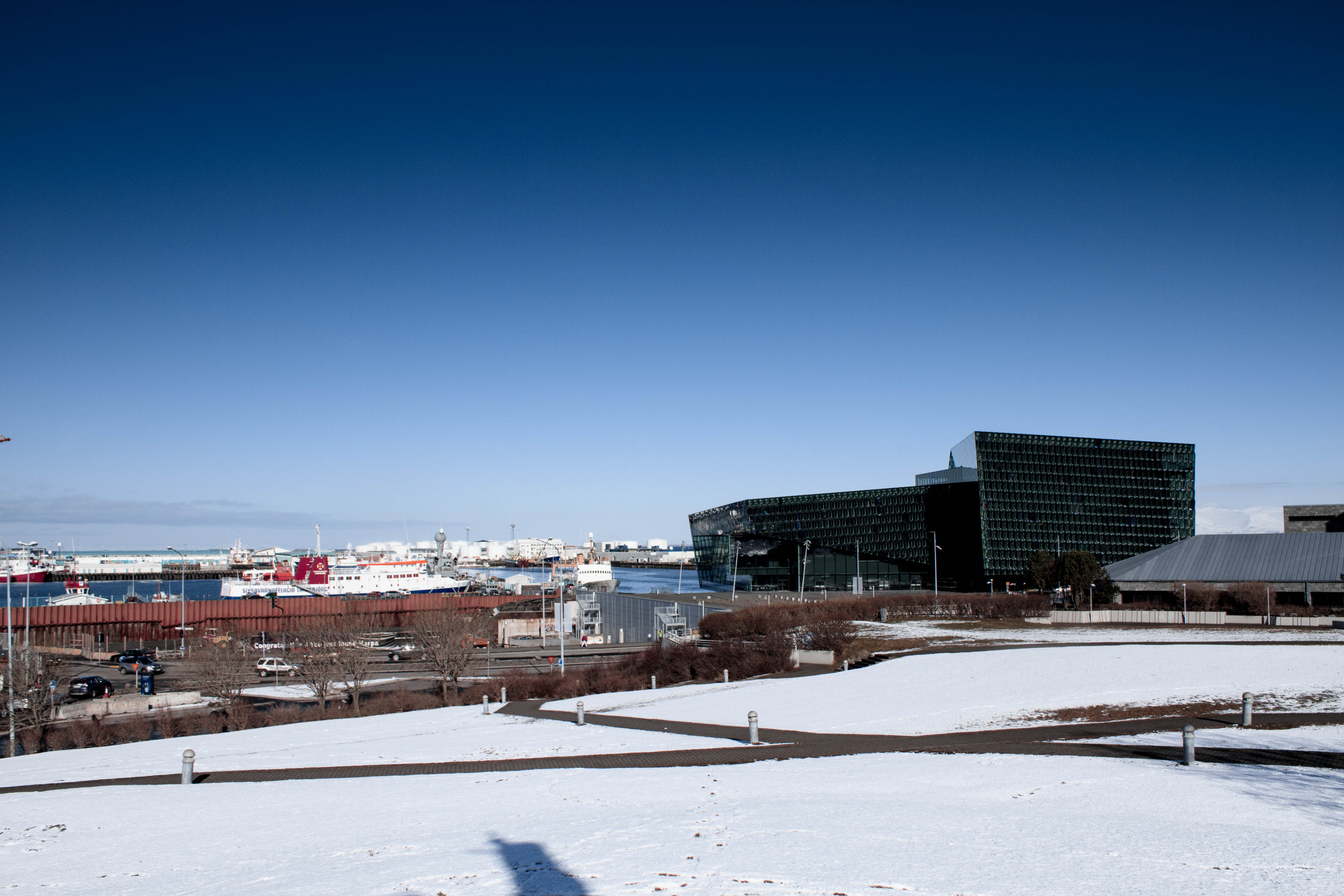

Harpa är ett konsert- och operahus i Reykjavik i Island och inhyser Islands filharmoniska orkester och Islands opera.
Harpa började byggas januari 2007 och invigdes i augusti 2011. Det ligger i hamnområdet Austurhöfn, vars ombyggnadsutveckling i övrigt stannade upp efter den finansiella kris i Island som startade 2008. Harpa hade då byggts till 40 %, och bygget återupptogs efter ett par månaders uppehåll.
Harpa är ritat av Henning Larsen Arkitekter i Danmark och isländska Batteríið i samarbete med konstnären Olafur Eliasson. Det är 43 meter högt. Huset är byggt i stål, med en fasad som består av omkring 10 000 oregelbundet formade prismaliknande fönster i olika färgnyanser. 
Harpa tilldelades 2013 Mies van der Rohe-priset.